# 圣埃德蒙兹贝里座堂
圣埃德蒙兹贝里座堂（英語：St Edmundsbury Cathedral）是位於英國薩福克郡贝里圣埃德蒙兹的一座英格蘭聖公會的教堂，是聖公會聖埃德蒙茲贝里暨伊普斯威奇教區的主教座堂。這裡最晚在1065年時就已經有一座主教座堂。

## 外部連結
- Official site
- Flickr images tagged Bury St Edmunds Cathedral
- 關於其詳細資料（466649），英格蘭圖庫，英格蘭遺產委員會